# Frank Holden
Frank Holden est un poète francophone de nationalité britannique, né le 11 avril 1922 à Manchester et mort le 11 août 2012 à Orléans.

## Biographie
La première partie de la vie de Frank Holden a suivi un parcours erratique : garçon de ferme, mécanicien à la Royal Air Force, moine (quelques mois dans un couvent breton), interprète pour l'armée anglaise en Italie, en Palestine et en Tunisie.
À 40 ans, en 1962, il se fixe définitivement en France, suit quelques cours à La Sorbonne, fréquente le philosophe Jean Wahl, et commence à écrire (en français) après la découverte de la poésie de René Char. 
Il obtient à Orléans un poste de professeur d'anglais qu'il occupera jusqu'à sa retraite (Lycée Sainte-Croix-Saint-Euverte).
Ses correspondances avec les écrivains Serge Brindeau  et Jean Rousselot  sont conservées à la Bibliothèque Universitaire d'Angers.